# Richard Greaves
Richard Greaves, né à Montréal en 1952, est un sculpteur-récupérateur et anarchitecte québécois, connu pour avoir créé un « environnement d'art » spectaculaire, à partir des années 1980. Aujourd'hui disparu, cet environnement d'art était composé au début des années 2000, de plus d'une dizaine de cabanes et de nombreuses installations, réalisées avec des matériaux de récupération.

## Biographie

### Origines
Originaire de la région montréalaise, Richard Greaves étudie les arts graphiques au Collège Ahuntsic à Montréal et poursuit son parcours universitaire à la faculté de théologie à l'Université de Sherbrooke. Après l’obtention de sa maîtrise, Richard Greaves est de retour dans la métropole québécoise pour suivre une formation à l’Institut de tourisme et d'hôtellerie du Québec.
Vers 1984, Richard Greaves renonce aux activités professionnelles qui le lient à la vie urbaine et quitte définitivement le sol montréalais, pour s’installer dans la forêt beauceronne, près de Saint-Simon-les-Mines, sur une parcelle de terrain isolée achetée huit ans plus tôt avec un petit groupe d’amis.
L'année 1989 marque le début de la construction de son environnement d’art, disposant sur le sol de ce terrain à la végétation abandonnante, vierge de toutes constructions, des installations composées d’objets glanés au rebut.

### Parcours artistique
Durant l'été 1989, une cinquantaine de sculptures, réalisées à partir de matériaux de récupération, et issue de la collaboration de Richard Greaves et Berthier Guay sont exposées aux Foufounes electriques. Un article de 1989 rapporte que ces créations avaient suscité la curiosité des spectateurs : « les gens de Montréal ont sûrement vu beaucoup de choses mais tant d'énergie en même temps, ça les a dépassés. » Une sculpture en particulier - Le Christ aux oiseaux - jugée provocante, avaient entraîné une menace d’injonction contre le club. L’auteure rapporte que Berthier Guay avait atteint l’effet escompté : « s'il a dérangé, c'est positif. Ça confirme ce que Berthier pense, à savoir qu’on a toujours cru dans ce qui nous a limité. On est demeuré l’esprit dans les talons. »
L'acte de créer se manifeste, pour Richard Greaves, dans un contexte de remise en question des choses établies et d'un certain amusement à déconstruire la société.
Son intérêt pour la récupération de déchets industriels et d'autres objets destinés à périr, a abouti à la reconnaissance de sculpteur-récupérateur, à la fin des années 1980, dans la province beauceronne. L'artiste, accompagnée par sa première compagne Jocelyne Gagné, trouvait la matière première de ses créations dans les « vidanges du monde » (que l'on nomme communément décharges publiques). Ainsi, ils donnent aux objets du passé, qu'il considèrent comme une source de création inépuisable, une seconde vie. Dans un texte manuscrit fixé à l'intérieur d'une cabane, Richard Greaves évoque sa relation singulière aux objets :
« [...] Désormais, en examinant l'aspect de l'objet, sa forme, sa manière d'exister, j'entrais en relation dans son existence, dans son souvenir, dans ses buts et dans ses unions, avec les autres objets, toutes révélations qui me le rendaient plus important encore. [...] »
À son arrivée dans la campagne beauceronne, disait l'artiste dans un reportage d'une chaîne québécoise qui lui a été consacré en 1993, il était la cible de moqueries, qui se sont transformées quelques années plus tard, en considération sympathique de la part de ses voisins. Si bien que certains d'entre eux venaient lui apporter, sur son propre terrain, leurs objets destinés à la déchetterie.
Au début des années 1990, Richard Greaves fait une apparition discrète au sein de symposiums de sculpture, organisés par le Collectif des Artistes et Artisans de Beauce et placés sous les thématiques Art et Nature. Le créateur commence par construire les cabanes dans les années 1980, à l'abri des regards et de manière désintéressée du marché de l'art. Il n'a jamais voulu rencontrer ceux qui s'intéressent à son travail, sauf le photographe Mario Del Curto qui est le seul à l'avoir rencontré sur son territoire.
En 2005-2006, une exposition itinérante débutée à Montréal, rend hommage à l'artiste, qui, pour l'occasion, avait accepté de venir jusqu'à la Collection de l'art brut à Lausanne pour réaliser une installation éphémère in situ, avec des objets glanés dans les rues de la ville.

### Les cabanes
La première cabane construite est La Cabane à Sucre (ou La Maison Sucrée). Ensuite seront érigées L’Atelier, La Maison des trois petits cochons, La Source, La Maison aux fenêtres, La Cathédrale, La Maison ronde et L'Hôtel. Ces cabanes atypiques n'obéissent pas aux méthodes de construction
s conventionnelles et à l'esthétique traditionnelle de l'architecture officielle. Cette architecture hors-norme fait appel à une technique d'assemblage sans clous, dont en témoigne le créateur :
« Elles [les cabanes] ne sont pas tordues, elles sont asymétriquement voulues, parce que tu ne peux pas faire ça avec des clous. Mes cabanes sont fortes parce qu’il y a un angle que tu ne peux pas faire avec un clou. Un clou, c’est fixe, ça arrête l’évolution, mais une corde, c’est patient, ça peut se contorsionner. »
Cette technique de nœuds permet à l'architecture des cabanes une constante évolution. Le caractère spontané et évolutif des constructions se mêle à l'environnement forestier qui les accueille.
Les films documentaires réalisés sur l'environnement du bâtisseur, le travail photographique de Mario Del Curto et quelques photographies de visiteurs anonymes constituent les  témoignages visuels de l'existence de ces cabanes, aujourd'hui disparues. Lors de la dernière visite du photographe sur le site, qui date de 2013, seule La Cabane à Sucre, la première construite, avait résisté aux intempéries. Il précise aussi que Richard Greaves a quitté son territoire en 2009, pour s'installer à quelques dizaines de kilomètres avec sa nouvelle compagne et leur petite fille, où il construit de nouveau.

## Expositions
- Instants sympathiques chez les artistes indisciplinés, exposition collective, Maison de la culture Côte-des-Neiges (Montréal), 15 juin — 21 août 1999, réalisée par la Société des Arts Indisciplinés (Montréal), sous le commissariat de Valérie Rousseau.
- Richard Greaves. Anarchitecte, exposition monographique itinérante, Fonderie Darling (Montréal), 6 octobre — 20 novembre 2005; Andrew Edlin Gallery (New York), 19 janvier — 11 mars 2006 ; Collection de l'art brut (Lausanne), 5 octobre 2006 — 28 janvier 2007; Pulperie de Chicoutimi (Chicoutimi), 19 mai — 14 octobre 2007, réalisée par la Société des Arts Indisciplinés (Montréal), sous le commissariat de Valérie Rousseau et Sarah Lombardi.
- Les lieux de l'art indiscipliné. Art populaire et art insolite au Québec, exposition collective, Maison de la culture Marie-Uguay (Montréal), 2 juin — 21 août 1999; Maison de la culture Notre-Dame-de-Grâce (Montréal), 2 septembre 24 octobre 1999, réalisée par la Société des Arts Indisciplinés (Montréal), sous le commissariat de Valérie Rousseau.
- Esprit de la forêt, exposition thématique, Halle Saint-Pierre (Paris), 2006, présentée par Mario Del Curto.